# Selle turcique

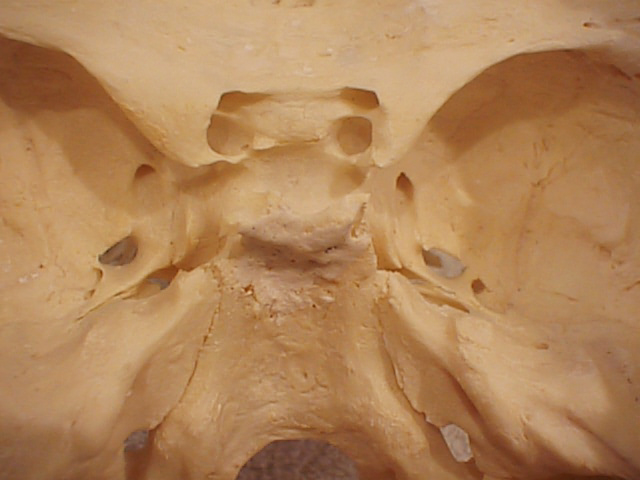
La selle turcique est visible au centre de cette vue de la face crâniale de l’os sphénoïde.

La selle turcique, est un ensemble de reliefs osseux de la fosse crânienne moyenne situé sur la face supérieure du corps du sphénoïde.

## Description
La selle turcique est située dans l'os sphénoïde derrière le sillon préchiasmatique et le tubercule de la selle.
La partie la plus inférieure de la selle turcique forme la fosse hypophysaire (ou fosse pituitaire) et contient l'hypophyse.
L'arrière est formée par le dos de la selle qui est en continuité avec le clivus. Latéralement le dos de la selle se termine par les processus clinoïdes postérieurs.